# On Sight (ETCS)

Symbol der Betriebsart OS im Driver Machine Interface

Als On Sight (Abkürzung OS, auf Deutsch teils Fahren auf Sicht) wird im europäischen Zugbeeinflussungssystem ETCS eine Betriebsart zum Fahren auf Sicht bezeichnet.
Nach ETCS-Spezifikation ist On Sight eine Betriebsart des ETCS-Fahrzeuggeräts, das dem Triebfahrzeugführer eine teilweise Verantwortung für die sichere Steuerung des Zuges überträgt. In der Betriebsart verfügt der Zug über eine Fahrterlaubnis, jedoch könnte der vorausliegende Gleisabschnitt durch einen anderen Zug belegt sein. („ERTMS/ETCS on-board equipment mode that gives the driver partial responsibility for the safe control of his train. In this mode the train possesses a movement authority but the track ahead might be occupied by another train.“) OS ist eine von 17 Betriebsarten der aktuellen ETCS-Spezifikation. Sie zählt zu den sieben Betriebsarten mit begrenzter Überwachung (partial supervision modes), in denen keine ausreichenden Infrastrukturdaten für eine Vollüberwachung (Full Supervision) zur Verfügung stehen, in den Leveln 1, 2 und 3.

## Fahrt in OS
Der Wechsel nach OS kann von der Infrastruktur per Mode Profile angefordert werden. Darin wird der Wechsel nach OS verortet (bezogen auf die vordere sichere Zugspitze) und die darin zurückzulegende Länge definiert. Das Ende des in OS zurückzulegenden Weges bezieht sich auf die hintere sichere Zugspitze.
Die in der Betriebsart zulässige Geschwindigkeit wird durch den Nationalen Wert V_NVONSIGHT festgelegt. Der Wert liegt standardmäßig bei 30 km/h. Der Standardwert wird verwendet, wenn kein Nationaler Wert zur Verfügung steht. Falls die Infrastruktur einen davon abweichenden Wert festlegt, hat dieser Vorrang vor beiden. In Deutschland (DB Netz) und der Schweiz liegt die unter OS zulässige Geschwindigkeit bei 40 km/h.
Teils wird der Wechsel nach OS auf dem DMI mit einer Textmeldung „Aufnahme in OS“ bzw. „Entering OS“ begleitet. Diese weist den Triebfahrzeugführer auf weitere zu beachtende Restriktionen hin, die auch hinter dem Zug liegen und in der vorausgerichteten Führerraumanzeige noch nicht berücksichtigt sein könnten. Dazu zählen beispielsweise niedrigere Geschwindigkeiten nach Fahrplan und Verzeichnis der Langsamfahrstellen oder Geschwindigkeitsbeschränkungen im anschließenden Weichenbereich.
Um den Triebfahrzeugführer nicht unnötig von der Streckenbeobachtung abzulenken und um eine klare Unterscheidung zum Fahren unter Vollüberwachung (FS) herzustellen, wurden die Anzeigen im Driver Machine Interface in Baseline 3 auf ein Minimum reduziert. Die zulässige Geschwindigkeit wird lediglich durch einen Haken auf der Tachoscheibe angezeigt und auf die in Vollüberwachung übliche kreisförmige Geschwindigkeitsanzeige verzichtet. Der Triebfahrzeugführer kann durch Betätigung einer Taste zusätzlich die Zielgeschwindigkeit, die Zielentfernung und den Release Speed einblenden.

## Anwendungen
On Sight wird von vielen Infrastrukturbetreibern zur Einfahrt in (teilweise) besetzte Gleise, beispielsweise zum Stärken und Schwächen von Personenzügen, genutzt. Viele verwenden OS auch beim Aufstarten, wenn einem Zug erstmalig eine Fahrterlaubnis erteilt wird. Insbesondere, wenn zwar eine vertrauenswürdige Position vorliegt, jedoch vor dem Zug (bis zum Ende des Freimeldeabschnitts) noch andere, dem RBC unbekannte Fahrzeuge stehen könnten. Verschiedene Infrastrukturbetreiber haben unterschiedliche Bedingungen, anhand derer das RBC einen Wechsel von SR nach OS bzw. FS kommandieren darf.
Weit verbreitet ist OS auch im Betrieb in der Rückfallebene, beispielsweise bei Störungen der Gleisfreimeldeanlage oder von Bahnübergängen.
Die Fahrdienstvorschrift (Richtlinie 408) der Deutschen Bahn hat den Begriff On Sight 2012 unübersetzt aus der ETCS-Spezifikation übernommen. Im Betrieb mit ETCS Level 2 in Deutschland wird bei einem (ggf. rein virtuellen) Vorsichtsignal eine Fahrterlaubnis in der Betriebsart OS abgeleitet. Das gilt auch für Einstiegssignale von ETCS. OS entspricht dabei dem Vorsichtauftrag der Linienförmigen Zugbeeinflussung. Um 2010 wurde OS daher bei der Deutschen Bahn zunächst als Betriebsart ETCS-Vorsichtsauftrag bezeichnet. Zum Stärken wird in Deutschland bislang die Betriebsart Shunting verwendet. Zukünftig soll dafür On Sight verwendet werden. Damit kann der Halt vor dem Zugdeckungs- bzw. Zwischensignal vermieden werden. Auch das Abwarten der Kennlicht- bzw. Durchrutschweg-Auflöseverzögerungszeit entfällt, womit der Betriebsablauf weiter beschleunigt wird.
Das britische Verkehrsunternehmen LNER schlägt vor, bei Gleisfreimeldestörungen Fahrten in On Sight zuzulassen, um Halte und darauf folgende Rücksprachen mit dem Fahrdienstleiter zu vermeiden. Damit könne eine bessere Betriebsqualität erreicht werden.
Bei der Digitalen S-Bahn Hamburg wird eine Fahrterlaubnis in OS auch erteilt, wenn ein Zug an bestimmten Hauptsignalen (mit weiß-schwarz-weiß-schwarzen-weißem Mastschild) zum Halt kommt und die Fahrterlaubnis nicht unverzüglich verlängert wird. Die automatische Aufforderung zur Weiterfahrt ist durch den Triebfahrzeugführer zu quittieren.